# Stazione di Santa Maria di Catanzaro
La stazione Santa Maria è stata una fermata ferroviaria posta sulla linea Lamezia Terme-Catanzaro Lido. Venne dismessa nel 2008 unitamente alla tratta Settingiano-Catanzaro Lido, che fu sostituita dalla nuova variante. Serviva il quartiere Santa Maria di Catanzaro

## Storia
La stazione venne aperta al transito nel 1883 nell'ambito dell'apertura della tratta ferroviaria Catanzaro Sala-Catanzaro Lido che collegava i due quartieri del capoluogo.
Il 9 maggio 2019 il fabbricato di Stazione con ancora al suo interno l'ex banco di comando dei segnali e passaggi a livello viene demolita dipendentemente dai lavori per la metropolitana di Catanzaro.
La fermata non era elettrificata e pertanto era servita da treni a trazione diesel.